# سامي عبد الرحمن
سامي عبد الرحمن (اسمه الحقيقي : محمد محمود عبد الرحمن)  (1932-2004) سياسي كردي عراقي ولد في سنجار. عمل مهندساً في وزارة النفط العراقية ومستشارا سياسياً لمصطفى البارزاني وكان وزيراً لاعمار الشمال (1970-1974) في الحكومة العراقية.

## حياته
درس في جامعة الموصل وحصل على منحة إلى مانشستر في بريطانيا لدراسة الهندسة. ثم قضى عاماً في لندن للتعرف إلى الأوساط السياسية الإنكليزية ولا سيما اليسارية . بعد عودته عمل مهندساً في وزارة النفط العراقية حتى 1963 عندما التحق بالثورة الكردية التي كان يقودها الملا مصطفى البارزاني . واتخذ الاسم الحركي «سامي» وسرعان ما صار مستشاراً خاصاً للبارزاني . في عام 1966 كان من المخططين للهجوم الشهير على مصافي النفط في كركوك . وكان الهدف من الهجوم وقف عمليات التعريب التي كانت السلطات العراقية تقوم بها في كركوك . صار وزيراً لشؤون الشمال في الحكومة العراقية بعد اتفاقية الجزائر 1975 بين شاه إيران محمد رضا بهلوي و صدام حسين وعند النكسة التي أصابت الأكراد لجأ إلى بريطانيا ثم عاد وشارك مع مسعود بارزاني في ثورة أيار (مايو) 1976. أسس حزب الشعب الكردستاني، وهو من الأشخاص الذين فاوضوا الحكومة العراقية في 13 نيسان 1991 مع كل من جلال طالباني (زعيم حزب الاتحاد الوطني الكردستاني) ونيجيرفان بارزاني (نائب رئيس الحزب الديمقراطي الكردستاني). وبعد تحرير الكويت وقيام المنطقة الآمنة في كردستان التحق بالحزب الديموقراطي ثانية.

## الوفاة
توفي في 1 شباط 2004 بانفجار استهدف مقر الحزب الديمقراطي الكردستاني في أربيل وكان هذا اليوم الموافق لليوم الأول من عيد الأضحى، اذ فجر مقر آخر للحزب وثلاث مقرات لحزب الاتحاد الوطني الكردستاني في نفس اليوم.

## منتزه سامي عبد الرحمن
متنزه سامي عبد الرحمن هو أكبر متنزه في إقليم كردستان يقع في المنطقة الغربية من مدينة أربيل ,كان سامي عبد الرحمن يتابع بشكل شخصي ويومي مراحل انجاز هذا المشروع، سمي المنزه بأسمه (منتزه الشهيد سامي عبد الرحمن) ثم أضيف له صرح يحمل أسماء شهداء التفجير الأرهابي الذي قضى فيه سامي عبد الرحمن أيضا.